# Горнево (Нижегородская область)
Горнево — деревня в Вачском районе Нижегородской области.  Входит в состав Казаковского сельсовета.
До 28 августа 2009 года находилась в составе Алтунинского сельсовета.

## Население
| 1999 | 2002 | 2010 |
| ---- | ---- | ---- |
| 10   | ↘8   | ↘1   |